# Khu bảo tồn quốc gia Xe Pian
Khu bảo tồn quốc gia Xe Pian là khu bảo tồn đa dạng sinh học quốc gia nằm tại hai tỉnh Champasak và Attapeu, miền nam nước Lào. Công viên có địa hình đồi núi với những cánh rừng này là nơi có các vùng đất ngập nước quan trọng và sự đa dạng sinh học lớn của các loài động vật, chim và cá. Đây là một địa điểm du lịch sinh thái trong khu vực.

## Địa lý
Khu bảo tồn nằm cách 50 kilômét (30 mi) về phía nam của thành phố Pakse, thuộc các huyện Pathoumphone, Khong của Champasak và Sanamsay của Attapeu. Một phần lớn ranh giới của công viên nằm dọc theo biên giới với Campuchia. Diện tích của khu bảo tồn được thành lập theo sắc lệnh ban hành năm 1993 là 2.400 kilômét vuông (930 dặm vuông Anh) nhưng ước tính gần đây cho thấy con số thực tế là lớn hơn.
Độ cao của khu bảo tồn dao động từ 150 mét (500 ft) cho tới đỉnh cao nhất của nó đạt 844 mét (2.770 ft). Ba con sông quan trọng chảy qua công viên là Xe Pian, Xe Kong, và Xe Khampho.

## Động thực vật
Kiểu rừng chính của công viên này là rừng thường xanh chiếm 80% diện tích.  Rừng rụng lá chiếm thêm 17% diện tích. Công viên là nhà của một số loài động vật bị đe dọa gồm voi, hổ, vượn má vàng, bò tót, sói đỏ, gấu đen châu Á, gấu chó, bò banteng, giải khổng lồ và đặc biệt là hai loài tê tê Java và cá sấu Xiêm đang bị đe dọa ở mức cực kỳ nguy cấp.
Một phần của vùng chim quan trọng Xe Khampho–Xe Pian chồng lên khu bảo tồn, với diện tích 750 kilômét vuông (290 dặm vuông Anh) trên tổng số 2.000 kilômét vuông (770 dặm vuông Anh) nằm trong Xe Pian. Các loài chim quan trọng gồm chân bơi, kền kền Bengal, cò quăm lớn, sếu sarus, kền kền đầu đỏ, hạc cổ trắng, công xanh, ngan cánh trắng đều là những loài bị đe dọa.